# Aleksei Yevseyev
Bản mẫu:Eastern Slavic name
Aleksei Vitalyevich Yevseyev (tiếng Nga: Алексей Витальевич Евсеев; sinh ngày 30 tháng 3 năm 1994) là một cầu thủ bóng đá người Nga thi đấu ở vị trí tiền vệ chạy cánh trái cho FC Ural Yekaterinburg.

## Sự nghiệp câu lạc bộ
Anh có màn ra mắt tại Giải bóng đá ngoại hạng Nga vào ngày 22 tháng 7 năm 2012 cho F.K. Zenit Sankt Peterburg trong trận đấu với F.K. Amkar Perm.

## Thống kê sự nghiệp

### Câu lạc bộ
Tính đến 13 tháng 5 năm 2018
| Câu lạc bộ                  | Mùa giải            | Giải vô địch                | Giải vô địch | Giải vô địch | Cúp     | Cúp       | Châu lục | Châu lục  | Tổng cộng | Tổng cộng |
| Câu lạc bộ                  | Mùa giải            | Hạng đấu                    | Số trận      | Bàn thắng    | Số trận | Bàn thắng | Số trận  | Bàn thắng | Số trận   | Bàn thắng |
| --------------------------- | ------------------- | --------------------------- | ------------ | ------------ | ------- | --------- | -------- | --------- | --------- | --------- |
| F.K. Zenit St. Petersburg   | 2011–12             | Giải bóng đá ngoại hạng Nga | 0            | 0            | 0       | 0         | 0        | 0         | 0         | 0         |
| F.K. Zenit St. Petersburg   | 2012–13             | Giải bóng đá ngoại hạng Nga | 1            | 0            | 1       | 0         | 0        | 0         | 2         | 0         |
| F.K. Zenit St. Petersburg   | 2013–14             | Giải bóng đá ngoại hạng Nga | 0            | 0            | 0       | 0         | 0        | 0         | 0         | 0         |
| F.K. Zenit St. Petersburg   | 2014–15             | Giải bóng đá ngoại hạng Nga | 1            | 0            | 0       | 0         | 0        | 0         | 1         | 0         |
| F.K. Zenit St. Petersburg   | 2015–16             | Giải bóng đá ngoại hạng Nga | 5            | 0            | 1       | 0         | 1        | 0         | 7         | 0         |
| F.K. Zenit St. Petersburg   | 2016–17             | Giải bóng đá ngoại hạng Nga | 0            | 0            | 0       | 0         | 0        | 0         | 0         | 0         |
| F.K. Zenit St. Petersburg   | Tổng cộng           | Tổng cộng                   | 7            | 0            | 2       | 0         | 1        | 0         | 10        | 0         |
| F.K. Zenit-2 St. Petersburg | 2013–14             | PFL                         | 21           | 9            | –       | –         | –        | –         | 21        | 9         |
| F.K. Zenit-2 St. Petersburg | 2014–15             | PFL                         | 24           | 17           | –       | –         | –        | –         | 24        | 17        |
| F.K. Zenit-2 St. Petersburg | 2015–16             | FNL                         | 14           | 3            | –       | –         | –        | –         | 14        | 3         |
| F.K. Zenit-2 St. Petersburg | 2016–17             | FNL                         | 28           | 8            | –       | –         | –        | –         | 28        | 8         |
| F.K. Zenit-2 St. Petersburg | Tổng cộng           | Tổng cộng                   | 87           | 37           | 0       | 0         | 0        | 0         | 87        | 37        |
| FC Ural Yekaterinburg       | 2017–18             | Giải bóng đá ngoại hạng Nga | 20           | 4            | 1       | 0         | –        | –         | 21        | 4         |
| Tổng cộng sự nghiệp         | Tổng cộng sự nghiệp | Tổng cộng sự nghiệp         | 114          | 41           | 3       | 0         | 1        | 0         | 118       | 41        |